# 大衛·佩特考
大衛·佩特考（David E. Paetkau，1978年11月10日—）是加拿大的一位演員，出生在溫哥華。他出演過多部加拿大電視劇。佩特考的妻子是Evangeline Duy。